# Livro Branco de 1939
O Livro Branco de 1939, também denominado Livro Branco de MacDonald em alusão ao ministro britânico das Colónias que o patrocinou, é um texto publicado pelo Governo britânico de Neville Chamberlain em 17 de maio de 1939 e que determinava o futuro imediato do Mandato Britânico da Palestina até que se tornasse efectiva a sua independência. O texto recusava a ideia de dividir o Mandato em dois estados, favorecendo uma só Palestina independente governada em comum por árabes e judeus, com os primeiros a manter a maioria demográfica.
O Livro Branco ocupava-se de três questões fundamentais:
- Sobre o futuro político do Mandato: o Governo britânico associaria gradualmente árabes e judeus ao governo, aproximadamente em proporção das suas respectivas populações, com a intenção de que em dez anos se pudesse criar um Estado independente da Palestina, no qual se garantiria que os interesses essenciais de cada uma das duas comunidades estivessem salvaguardados (secção I).
- Sobre a imigração: a imigração judaica para a Palestina ficaria limitada a um máximo global de 75 000 pessoas nos cinco anos seguintes, de modo a que a população judia atingisse um terço da população total. Depois do período de cinco anos, não se permitiria mais imigração judia a menos que os árabes da Palestina estivessem dispostos a aceitá-lo (secção II).
- Sobre as terras: proibir-se-ia ou restringir-se-ia a compra de novas terras aos judeus, como consequência do crescimento natural da população árabe e da manutenção do nível de vida dos agricultores árabes, respectivamente (secção III).

## Antecedentes

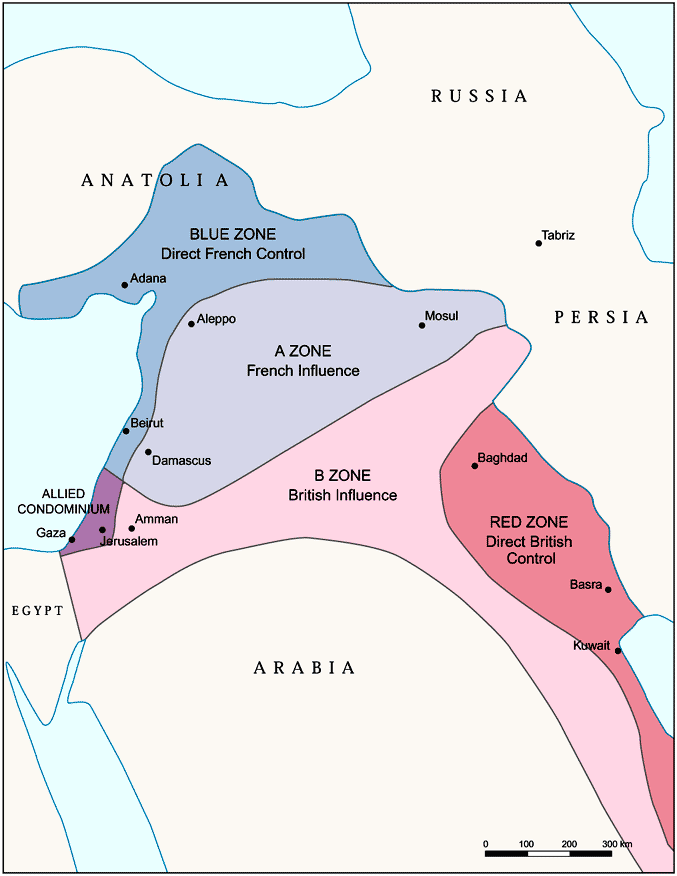
Zonas de influência francesa e britânica estabelecidas pelo Acordo Sykes-Picot

Em 1914, durante a Primeira Guerra Mundial, os britânicos tinham feito duas promessas em relação ao Médio Oriente. Por um lado, o Reino Unido tinha prometido ao governo Hachemita de Hiyaz, através de Lawrence da Arábia e da Correspondência Husayn-McMahon, a independência de um país árabe unido, que incluiria a Síria, em troca do apoio aos britânicos contra o Império Otomano. O Califado Otomano tinha declarado uma jihad e esperava-se que a aliança com os árabes evitasse uma possível insurreição geral dos muçulmanos contra os britânicos nas suas colônias em África, na Índia e no Extremo Oriente. Por outro lado, a Grã-Bretanha também negociou o Acordo Sykes-Picot, um tratado internacional de partição do Médio Oriente com a França.
Ao mesmo tempo, os dirigentes britânicos tinham interesse no sionismo, convencidos da  influência econômica dos judeus. David Lloyd George, Primeiro-Ministro do Reino Unido durante a Primeira Guerra Mundial, um pregador evangélico, havia colaborado estreitamente com o movimento sionista. Este e outros aspectos estratégicos, tais como assegurar o apoio judeu na Europa Oriental, dado o colapso da frente russa, culminou com a Declaração de Balfour de 1917, e o compromisso da Grã-Bretanha de fomentar a criação de Lar Nacional Judeu no território do Mandato Britânico da Palestina. A  delimitação desse amplo território e o objetivo de criação de um Estado judeu foram aprovados na Conferência de San Remo.
Em junho de 1922 a Sociedade das Nações aprovou o Mandato Britânico da Palestina, com efeitos a partir de setembro de 1923. O Mandato da Palestina estabelecia as responsabilidades e competências da Grã-Bretanha na administração da Palestina, incluindo «assegurar o estabelecimento do lar nacional judeu» e «a salvaguarda dos direitos civis e religiosos de todos os habitantes da Palestina». Em setembro de 1922, o governo britânico apresentou um memorando à Liga das Nações, no qual se indicava que a Transjordânia ficaria excluída de todas as disposições relativas aos assentamentos judeus. Devido à firme oposição árabe, grupo étnico amplamente majoritário na Palestina, e à pressão contra a imigração judia, a Grã-Bretanha limitou o fluxo de imigrantes à capacidade econômica do Mandato para absorvê-los.
Depois da ascensão de Adolf Hitler e outros regimes antissemitas na Europa, aumentou o número de judeus europeus dispostos a gastar o dinheiro necessário para entrar no Mandato Britânico da Palestina. As Leis de Nuremberga de 1936 converteram 500 000 judeus alemães em refugiados apátridas. A emigração judia foi limitada pelas restrições nazis à transferência de fundos para o estrangeiro, mas a Agência Judia foi capaz de contornar esses obstáculos, negociando um acordo pelo qual judeus alemães podiam comprar mercadorias alemãs e exportá-las para o Mandato Britânico.
Assim, um grande número de judeus começou a imigrar para o Mandato. Segundo o Ministério israelense de Absorção e Imigração, entre 1933 e 1936 mais de 160 000 imigrantes chegaram legalmente, além dos milhares que chegaram clandestinamente. Essa foi a razão para a revolta árabe de 1936, liderada por Hajj Amin al-Husayni, grande mufti de Jerusalém, que foi posteriormente o principal aliado árabe do Terceiro Reich. A Grã-Bretanha respondeu à rebelião com a nomeação de uma Comissão Real, conhecida como a Comissão Peel, que viajou para o Mandato e levou a cabo um estudo de fundo dos problemas. A Comissão Peel recomendou em 1937 que o Mandato Britânico fosse dividido en dois estados, um árabe e outro judeu.